# БИУС
Боевая информационно-управляющая система (сокр. БИУС) — информационно-управляющий комплекс электронно-вычислительной аппаратуры и других технических средств на боевом корабле, самолёте, БТР, танке, и так далее, предназначенный для автоматизированной выработки рекомендаций по управлению оружием и маневрированию в целях наиболее эффективного использования боевых и технических возможностей боевой единицы. 
Функции БИУС:
- сбор, обработка и отображение информации;
- расчёт эффективности применения вооружения и военной техники;
- целераспределение огневых и технических средств;
- осуществление боевых и навигационных расчётов.

С развитием взаимодействия родов войск и сил видов вооружённых сил, отдельных родов войск и служб к задачам добавились сбор, обмен и распространение информации об обстановке между носителями Боевой информационно-управляющей системы. БИУС с подобными возможностями обычно относят к объединенным, в отличие от специализированных.
Боевые информационно-управляющие системы разделяют на:
- автоматизированные — с участием человека в БИУС;
- автоматические — без участия человека в БИУС.

## Применение

### БИУС надводных кораблей
БИУС надводных кораблей:
- «Аллея»
- «Дипломат»
- «Корень»
- «Лесоруб»
- «Планшет»
- «Сигма»
- «Требование»
- «Требование-М»
- «Трон»
- «Цитадель»[2]

### БИУС подводных лодок
БИУС для подводных лодок СССР начали разрабатываться в 1961 году.
Первыми системами были разрабатывавшиеся параллельно в 24-м НИИ ВМФ системы «Туча» и «Аккорд». Они были приняты на вооружение в 1967 году, «Туча» устанавливалась на РПКСН проекта 667А «Навага», «Аккорд» был специально разработан для АПЛ проекта 705(К) «Лира», превосходил «Тучу» по степени автоматизации, хотя и имел вчетверо меньший вес и втрое меньший объём.
Впоследствии были разработаны БИУС «Туча-Б» для РПКСН проекта 667Б, которую затем разделили на две автономные системы — собственно БИУС «Алмаз» и РБУС «Альфа-3». На их основе в 1970-х годах были созданы БИУС для последующих проектов ракетных АПЛ СССР.
Сразу за «Тучей» и «Аккордом» и частично параллельно им была разработана БИУС МВУ-110 «Узел», предназначенная для установки на дизель-электрических подводных лодках. Испытания «Узла» прошли в 1969—1970 году на подводной лодке Б-103 проекта 641. Впоследствии система устанавливалась на ПЛ проекта 641Б «Сом». МВУ-110М «Узел» устанавливлась на проект 877 «Палтус».
В ЦКБ «Полюс» были созданы БИУС для атомных подводных лодок второго поколения «Ладога» — для АПЛ проекта 671РТ, и «Радуга» для ПЛАРК проекта 670М. Работу ЦКБ «Полюс» продолжил ЦНИИ «Гранит».
БИУС «Омнибус» была разработана в ЦНИИ «Агат» и относилась к третьему поколению. Разработана в восьми модификациях, базовая модификация «Омнибус-РТМ» устанавливлась на АПЛ проекта 671РТМ, научно-технический контроль этой версии осуществлялся 14-м НИИ ВМФ. Версии «Омнибуса» устанавливались на АПЛ третьего поколения проекта 941, 949, 949А, 685. С 1978 года всеми работами по БИУС занималось специально созданное Управление корабельных автоматизированных систем управления 24-го НИИ ВМФ.
БИУС «Округ» устанавливается на АПЛ четвёртого поколения — многоцелевые АПЛ проекта 885 «Ясень» и РПКСН проекта 955 «Борей».

### Танки, оборудованные БИУС
Основные танки, оборудованные БИУС:
- M1 Abrams (начиная с M1A2)
- Leclerc
- Тип 10
- К2 «Чёрная пантера»
- Т-14

### Объединенные БИУС
- NTDS (корабельная, США, NATO)
- Aegis (корабельная, США, NATO)
- JTIDS (универсальная, США)